# Narodowe Strategiczne Ramy Odniesienia
Narodowe Strategiczne Ramy Odniesienia na lata 2007–2013, NSRO, zwyczajowo Narodowa Strategia Spójności – dokument opracowany w celu realizacji w latach 2007–2013 na terytorium Polski polityki spójności Unii Europejskiej.

## Podstawowe informacje
Wymóg przygotowania NSRO wynika z rozporządzenia Rady nr 1083/2006 z dnia 11 lipca 2006 r. Opracowanie NSRO i ich akceptacja przez Komisję Europejską jest niezbędna do przyjęcia przez Komisję programów operacyjnych, i w konsekwencji uruchomienia środków z funduszy strukturalnych.
NSRO prezentuje strategię rozwoju społeczno-gospodarczego kraju, w tym cele polityki spójności w Polsce w latach 2007–2013. oraz określa system wdrażania funduszy unijnych w ramach budżetu Wspólnoty na lata 2007–2013. Dokument został przygotowany w Ministerstwie Rozwoju Regionalnego i zaakceptowany przez Komisję Europejską 9 maja 2007 r.

## Strategia
Cel główny Narodowej Strategii Spójności to: tworzenie warunków dla wzrostu konkurencyjności gospodarki polskiej opartej na wiedzy i przedsiębiorczości zapewniającej wzrost zatrudnienia oraz wzrost poziomu spójności społecznej, gospodarczej i przestrzennej.
Do realizacji celu głównego NSRO przyczyniać się ma 6 celów szczegółowych:
1. Poprawa jakości funkcjonowania instytucji publicznych oraz rozbudowa mechanizmów partnerstwa,
2. Poprawa jakości kapitału ludzkiego i zwiększenie spójności społecznej,
3. Budowa i modernizacja infrastruktury technicznej i społecznej mającej podstawowe znaczenie dla wzrostu konkurencyjności Polski,
4. Podniesienie konkurencyjności i innowacyjności przedsiębiorstw, w tym szczególnie sektora wytwórczego o wysokiej wartości dodanej oraz rozwój sektora usług,
5. Wzrost konkurencyjności polskich regionów i przeciwdziałanie ich marginalizacji społecznej, gospodarczej i przestrzennej,
6. Wyrównywanie szans rozwojowych i wspomaganie zmian strukturalnych na obszarach wiejskich.

## System wdrażania
Koszty realizacji NSRO wyniosą około 85,6 mld EUR – oznacza to roczne wydatki (w latach 2007-2013) na poziomie 5% polskiego PKB. Środki finansowe pochodzą przede wszystkim z 2 funduszy strukturalnych UE: Europejskiego Funduszu Rozwoju Regionalnego (35,07 mld EUR) i Europejskiego Funduszu Społecznego (10,00 mld EUR), a także z Funduszu Spójności (22,18 mld EUR).

pozostałe środki przedstawiają się następująco:
| budżet państwa                                       | 5,90 mld EUR |
| inne środki publiczne (przede wszystkim budżety JST) | 6,00 mld EUR |
| środki prywatne                                      | 6,40 mld EUR |

NSRO wdrażane są poprzez programy operacyjne.
| program operacyjny             | alokacja z funduszy UE (w mld EUR) | procentowy udział |
| ------------------------------ | ---------------------------------- | ----------------- |
| Infrastruktura i Środowisko    | 27,9                               | 41,9              |
| Innowacyjna Gospodarka         | 8,3                                | 12,4              |
| Kapitał Ludzki                 | 9,7                                | 14,6              |
| Rozwój Polski Wschodniej       | 2,3                                | 3,4               |
| Regionalne Programy Operacyjne | 16,6                               | 24,7              |
| programy w ramach EWT          | 0,5                                | 0,8               |
| Pomoc Techniczna               | 0,5                                | 0,8               |
| krajowa rezerwa wykonania      | 1,3                                | 2,0               |

Wszystkie programy poza RPO są zarządzane przez Ministerstwo Rozwoju Regionalnego, co oznacza że jedynie 24,7% środków polityki regionalnej UE w Polsce w latach 2007-2013 jest zarządzane faktycznie regionalnie, a ponad 75% centralnie.

## NSRO a NSS
Dokument NSRO posiada również podtytuł – Narodowa Strategia Spójności. Podtytuł ten pojawił się w rezultacie działań MRR, które uważało nazwę NSRO za niekomunikatywną. Komisja Europejska odmówiła zmiany nazewnictwa, jako że nazwa Narodowe Strategiczne Ramy Odniesienia wynika bezpośrednio z rozporządzenia Rady nr 1083/2006 z dnia 11 lipca 2006 i obowiązuje wszystkie państwa członkowskie UE. Ministerstwo, stosując obowiązującą nazwę, opatruje ją jedynie podtytułem Narodowa Strategia Spójności.
Promowanie na rynku krajowym sformułowania Narodowa Strategia Spójności, podczas gdy dokument nadal oficjalnie się nazywa Narodowe Strategiczne Ramy Odniesienia, zrodziło sytuację, w której faktycznie funkcjonują dwie nazwy tego samego dokumentu.